# Lisa Buckwitz
Lisa-Marie Buckwitz (ur. 24 grudnia 1994) – niemiecka bobsleistka, złota medalistka olimpijska w dwójkach z 2018.

## Kariera sportowa
Starty w kadrze narodowej rozpoczęła w 2014. Zawody w Pjongczangu były jej pierwszymi igrzyskami olimpijskimi i triumfowała w rywalizacji kobiecych dwójek. Partnerowała jej Mariama Jamanka (pilot boba). Ma w dorobku srebro mistrzostw świata w 2017 w drużynie mieszanej/sztafecie.